# Nanostreptus incertelineatus
Nanostreptus incertelineatus är en mångfotingart som beskrevs av Filippo Silvestri 1898. Nanostreptus incertelineatus ingår i släktet Nanostreptus och familjen Spirostreptidae. Inga underarter finns listade i Catalogue of Life.